# Oronotus mandibularis
Oronotus mandibularis är en stekelart som först beskrevs av Cameron 1903.  Oronotus mandibularis ingår i släktet Oronotus och familjen brokparasitsteklar. Inga underarter finns listade i Catalogue of Life.